# André Bourque
Pour les articles homonymes, voir Bourque.
André Bourque, né à Toronto le 25 juillet 1947 et mort le 30 décembre 2012, est un médecin et professeur d'université canadien. Professeur agrégé de médecine à l'Université de Montréal, Canada, et chef du département de médecine familiale et de médecine d'urgence couvrant les trois hôpitaux du CHUM, il a été remarqué pour pratique médicale polyvalente et attentionnée dans le quartier de Verdun, son enseignement clinique et en éthique médicale, et son implication personnelle dans la "défense des droits des malades et de la pérennité des soins appropriés en tout temps"- Dr Patrick Vinay. Il s'implique notamment dans le débat concernant les soins palliatifs et la légalisation de l'euthanasie au Québec ; il est à l'origine du réseau Vivre dans la Dignité et d'un Collectif de médecins.
Il est l'arrière-petit-fils du neuropsychiatre Edmond-Joseph Bourque, et le petit-fils du médecin et écrivain Auguste Panneton (frère de Ringuet).